# Surinaamse Islamitische Organisatie
De Surinaamse Islamitische Organisatie (SIO) is een islamitisch genootschap in Paramaribo, Suriname. Er zijn zes moskeeën bij aangesloten.

## Geloofsrichting
De SIO werd in 1978 opgericht. Ze kwam voort uit de Surinaamse Islamitische Vereniging en ontstond uit onvrede over de koers van die vereniging, die het ahmadiyya aanhangt. Het genootschap kent een koers tussen het ahmadiyya en het soennisme, waarbij het bestuur aanhoudt niet-sektarisch te zijn en zich neutraal op te stellen in het debat tussen beide geloofsrichtingen. Vrouwen bevinden zich achter in de moskee in dezelfde ruimte als de mannen. Het doel van de organisatie is het belijden, bevorderen en verbreiden van de islam.

## Structuur
De organisatie is aangesloten bij de Moslim Wereld Liga. Begin jaren 2010 heeft de SIO zes moskeeën en zijn er twee- à drieduizend leden bij aangesloten. De hoofdmoskee staat aan de Coesewijnestraat in Paramaribo, die in de volksmond wel de Creolenmoskee wordt genoemd. De volgelingen zijn vooral Creoolse en Javaanse Surinamers en in mindere mate Hindoestaanse. De SIO is aangesloten bij de koepelorganisatie Madjilies Moeslimien Suriname.